# Didelotia idae
Espèce
Statut de conservation UICN

 NT  : Quasi menacé
Didelotia idae est une espèce de plantes à fleurs de la famille des Fabaceae.

## Publication originale
- Blumea 12: 227. 1964.